# Queen Elizabeth II Stakes
Groupe 1
Le prix des Queen Elizabeth II Stakes est une course hippique de plat se déroulant au mois d'octobre sur l'hippodrome d'Ascot, en Angleterre.
C'est une course de groupe 1 réservée aux chevaux de 3 ans et plus. Elle disputée sur 1 600 mètres. L'allocation s'élève à 1 100 000 £.

## Historique
La première édition remonte à 1955, lorsque les Knight's Royal Stakes sont rebaptisés en l'honneur de la jeune Elizabeth II, couronnée Reine d'Angleterre trois ans plus tôt. En 1971, lors de l'introduction du système des courses de groupe, la course fut classée en groupe II. La promotion en course de groupe I date de 1987. Pour cause de travaux sur l'hippodrome d'Ascot, l'édition 2005 s'est déroulée à Newmarket. Depuis 2011, elle fait partie du British Champion Day. Il est à noter que la souveraine britannique, propriétaire d'une écurie de chevaux de course, n'a jamais vu l'un de ses pensionnaires remporter la course qui porte son nom.
Rose Bowl (1975-1976) et le grand Brigadier Gerard (1971-1972) sont les seuls chevaux à avoir remporté l'épreuve deux fois. La course a vu le triomphe de cracks tels que Dubai Millennium en 1999 et Frankel en 2011.

## Records
- Meilleur temps : Starcraft (2005) : 1'37"87
- Jockey : Willie Carson, 8 victoires : Rose Bowl (1975, 1976), Trusted (1977), Homing (1978), Known Fact (1980), Teleprompter (1984), Lahib (1992), Bahri (1995)

- Entraîneur : Saeed bin Suroor, 5 victoires : Mark of Esteem (1996), Dubai Millennium (1999), Summoner (2001), Ramonti (2007), Poet's Voice (2010)

- Propriétaire : Godolphin, 5 victoires : Mark of Esteem (1996), Dubai Millennium (1999), Summoner (2001), Ramonti (2007), Poet's Voice (2010)

## Palmarès depuis 1984
| Année                       | Vainqueur         | S/A | Pays        | Père              | Jockey                | Entraîneur             | Propriétaire                  | Deuxième          | Troisième          | Temps   |
| --------------------------- | ----------------- | --- | ----------- | ----------------- | --------------------- | ---------------------- | ----------------------------- | ----------------- | ------------------ | ------- |
| 2024                        | Charyn            | M.4 | Royaume-Uni | Dark Angel        | Silvestre de Sousa    | Roger Varian           | Nurlan Bizakov                | Facteur Cheval    | Tamfana            | 1'45"98 |
| 2023                        | Big Rock          | M.3 | France      | Rock of Gibraltar | Aurélien Lemaître     | Christopher Head       | Yeguada Centurion             | Facteur Cheval    | Tahiyra            | 1'44"58 |
| 2022                        | Bayside Boy       | M.3 | Royaume-Uni | New Bay           | Tom Marquand          | Roger Varian           | Teme Valley & Ballylinch Stud | Modern Games      | Jadoomi            | 1'45"53 |
| 2021                        | Baaeed            | M.3 | Royaume-Uni | Sea The Stars     | Jim Crowley           | William Haggas         | Shadwell Estate Co. Ltd       | Palace Pier       | Lady Bowthorpe     | 1'42"57 |
| 2020                        | The Revenant      | H.5 | Royaume-Uni | Dubawi            | Pierre-Charles Boudot | Francis-Henri Graffard | Al Asayl France               | Roseman           | Palace Pier        | 1'45"13 |
| 2019                        | King of Change    | M.3 | Royaume-Uni | Farhh             | Sean Levey            | Richard Hannon         | Ali A. Saeed                  | The Revenant      | Safe Voyage        | 1'44"88 |
| 2018                        | Roaring Lion      | M.3 | Royaume-Uni | Kitten's Joy      | Oisin Murphy          | John Gosden            | Qatar Racing Ltd              | I Can Fly         | Century Dream      | 1'42"48 |
| 2017                        | Persuasive        | F.4 | Royaume-Uni | Dark Angel        | Frankie Dettori       | John Gosden            | Cheveley Park Stud            | Ribchester        | Churchill          | 1'46"13 |
| 2016                        | Minding           | F.3 | Irlande     | Galileo           | Ryan Moore            | Aidan O'Brien          | S.Magnier, M.Tabor, D.Smith   | Ribchester        | Lightning Spear    | 1'38"47 |
| 2015                        | Solow             | H.5 | France      | Singspiel         | Maxime Guyon          | Freddy Head            | Wertheimer & Frère            | Belardo           | Gabrial            | 1'41"92 |
| 2014                        | Charm Spirit      | M.3 | France      | Invincible Spirit | Olivier Peslier       | Freddy Head            | Cheikh A. Bin K. Al Thani     | Night of Thunder  | Toormore           | 1'46"28 |
| 2013                        | Olympic Glory     | M.3 | Royaume-Uni | Choisir           | Richard Hughes        | Richard Hannon         | Cheikh J. Bin H. Al Thani     | Top Notch Tonto   | Kingsbarns         | 1'44"18 |
| 2012                        | Excelebration     | M.4 | Irlande     | Exceed And Excel  | Joseph O'Brien        | Aidan O'Brien          | S.Magnier, M.Tabor, D.Smith   | Cityscape         | Elusive Kate       | 1'42"33 |
| 2011                        | Frankel           | M.3 | Royaume-Uni | Galileo           | Tom Queally           | Henry Cecil            | Khalid Abdullah               | Excelebration     | Immortal Verse     | 1'39"45 |
| 2010                        | Poet's Voice      | M.3 | Royaume-Uni | Dubawi            | Frankie Dettori       | Saeed bin Suroor       | Godolphin                     | Rip Van Winkle    | Red Jazz           | 1'39"76 |
| 2009                        | Rip Van Winkle    | M.3 | Irlande     | Galileo           | Johnny Murtagh        | Aidan O'Brien          | S.Magnier, M.Tabor, D.Smith   | Zacinto           | Delegator          | 1'38"82 |
| 2008                        | Raven's Pass      | M.3 | Royaume-Uni | Elusive Quality   | Jimmy Fortune         | John Gosden            | Psse Haya de Jordanie         | Henrythenavigator | Sabana Perdida     | 1'38"94 |
| 2007                        | Ramonti           | M.5 | Italie      | Martino Alonso    | Frankie Dettori       | Saeed bin Suroor       | Godolphin                     | Excellent Art     | Duke of Marmalade  | 1'42"45 |
| 2006                        | George Washington | M.3 | Irlande     | Danehill          | Michael Kinane        | Aidan O'Brien          | S.Magnier, M.Tabor, D.Smith   | Araafa            | Court Masterpiece  | 1'40"06 |
| 2005                        | Starcraft         | M.5 | Australie   | Soviet Star       | Christophe Lemaire    | Luca Cumani            | The Australian Syndicate      | Dubawi            | Blatant            | 1'37"87 |
| 2004                        | Rakti             | M.5 | Italie      | Polish Precedent  | Philip Robinson       | Michael Jarvis         | Gary Tanaka                   | Lucky Story       | Refuse to Bend     | 1'39"82 |
| 2003                        | Falbrav           | M.5 | Italie      | Fairy King        | Darryll Holland       | Luca Cumani            | Scuderia Rencati              | Russian Rhythm    | Tillerman          | 1'38"99 |
| 2002                        | Where or When     | M.3 | Royaume-Uni | Danehill Dancer   | Kevin Darley          | Terry Mills            | John Humphreys                | Hawk Wing         | Tillerman          | 1'41"37 |
| 2001                        | Summoner          | M.4 | Royaume-Uni | Inchinor          | Richard Hills         | Saeed bin Suroor       | Godolphin                     | Noverre           | Hawkeye            | 1'44"54 |
| 2000                        | Observatory       | M.3 | Royaume-Uni | Distant View      | Kevin Darley          | John Gosden            | Khalid Abdullah               | Giant's Causeway  | Best of The Bests  | 1'41"40 |
| 1999                        | Dubai Millennium  | M.3 | Royaume-Uni | Seeking The Gold  | Frankie Dettori       | Saeed bin Suroor       | Godolphin                     | Almushtarak       | Gold Academy       | 1'46"24 |
| 1998                        | Desert Prince     | M.3 | Royaume-Uni | Green Desert      | Olivier Peslier       | David Loder            | Lucayan Stud                  | Dr Fong           | Second Empire      | 1'39"63 |
| 1997                        | Air Express       | M.3 | Royaume-Uni | Salse             | Olivier Peslier       | Clive Brittain         | Mohamed Obaida                | Rebecca Sharp     | Faithful Son       | 1'40"90 |
| 1996                        | Mark of Esteem    | M.3 | Royaume-Uni | Darshaan          | Frankie Dettori       | Saeed bin Suroor       | Godolphin                     | Bosra Sham        | First Island       | 1'40"95 |
| 1995                        | Bahri             | M.3 | Royaume-Uni | Riverman          | Willie Carson         | John L. Dunlop         | Hamdan Al Maktoum             | Ridgewood Pearl   | Soviet Line        | 1'40"54 |
| 1994                        | Maroof            | M.4 | Royaume-Uni | Danzig            | Richard Hills         | Robert Armstrong       | Hamdan Al Maktoum             | Barathea          | Bigstone           | 1'42"75 |
| 1993                        | Bigstone          | M.3 | France      | Last Tycoon       | Dominique Bœuf        | Elie Lellouche         | Daniel Wildenstein            | Barathea          | Kingmambo          | 1'42"89 |
| 1992                        | Lahib             | M.4 | Royaume-Uni | Riverman          | Willie Carson         | John L. Dunlop         | Hamdan Al Maktoum             | Brief Truce       | Selkirk            | 1'44"50 |
| 1991                        | Selkirk           | M.3 | Royaume-Uni | Sharpen Up        | Ray Cochrane          | Ian Balding            | George Strawbridge            | Kooyonga          | Shadayid           | 1'44"34 |
| 1990                        | Markofdistinction | M.4 | Royaume-Uni | Known Fact        | Frankie Dettori       | Luca Cumani            | Gerald Leigh                  | Distant Relative  | Green Line Express | 1'39"70 |
| 1989                        | Zilzal            | M.3 | Royaume-Uni | Nureyev           | Walter Swinburn       | Michael Stoute         | Mana Al Maktoum               | Polish Precedent  | Distant Relative   | 1'40"57 |
| 1988                        | Warning           | M.3 | Royaume-Uni | Known Fact        | Pat Eddery            | Guy Harwood            | Khalid Abdullah               | Salse             | Persian Heights    | 1'40"51 |
| 1987                        | Milligram         | M.3 | Royaume-Uni | Mill Reef         | Pat Eddery            | Michael Stoute         | Helena Springfield Ltd        | Miesque           | Sonic Lady         | 1'40"04 |
| Éditions classées Groupe II |                   |     |             |                   |                       |                        |                               |                   |                    |         |
| 1986                        | Sure Blade        | M.3 | Royaume-Uni | Kris              | Brent Thomson         | Barry Hills            | Cheikh Mohammed               | Teleprompter      | Efisio             | 1'41"71 |
| 1985                        | Shadeed           | M.3 | Royaume-Uni | Nijinsky          | Walter Swinburn       | Michael Stoute         | Maktoum Al Maktoum            | Teleprompter      | Zaizafon           | 1'38"80 |
| 1984                        | Teleprompter      | M.4 | Royaume-Uni | Welsh Pageant     | Willie Carson         | Bill Watts             | Lord Derby                    | Katies            | Sackford           | 1'42"96 |

## Précédents vainqueurs
- 1955 - Hafiz II
- 1956 - Cigalon
- 1957 - Midget II
- 1958 - Major Portion
- 1959 - Rosalba II
- 1960 - Sovereign Path
- 1961 - Le Levanstell
- 1962 - Romulus
- 1963 - The Creditor
- 1964 - Linacre
- 1965 - Derring-Do
- 1966 - Hill Rise
- 1967 - Reform
- 1968 - World Cup
- 1969 - Jimmy Reppin
- 1970 - Welsh Pageant
- 1971 - Brigadier Gerard
- 1972 - Brigadier Gerard
- 1973 - Jan Ekels
- 1974 - pas de course
- 1975 - Rose Bowl
- 1976 - Rose Bowl
- 1977 - Trusted
- 1978 - Homing
- 1979 - Kris
- 1980 - Known Fact
- 1981 - To-Agori-Mou
- 1982 - Buzzards Bay
- 1983 - Sackford